# Ligue de diamant 2011
Navigation
La 2e édition de la Ligue de diamant (2011 IAAF Diamond League en anglais) se déroule du 6 mai au 16 septembre 2011. Organisée par l'Association internationale des fédérations d'athlétisme, cette compétition regroupe comme lors de la première édition quatorze meetings internationaux répartis sur trois continents.
La Ligue de diamant 2011 débute le 6 mai 2011 à Doha et se poursuit à Shanghai, Oslo, Rome, New York, Eugene, Lausanne, Birmingham (en remplacement de Gateshead), Paris-Saint-Denis, Monaco, Stockholm et Londres. Les finales de l'édition 2011 se déroulent successivement les 8 et 16 septembre 2011 à Zurich et Bruxelles, après les Championnats du monde de Daegu.

## Compétition

### Épreuves
La Ligue de Diamant accueille 16 épreuves de l'athlétisme réparties sur l'ensemble des meetings disputés durant l'année. Chaque épreuve donne lieu à des points attribués en fonction des performances : 4 points pour le premier, 2 points pour le deuxième et 1 point pour le troisième, les points étant doublés lors de la finale. L'athlète ayant cumulé le plus grand nombre de points durant l'année remporte un diamant de 4 carats, d’une valeur d'environ 80 000 dollars.
Trente-deux épreuves (16 masculines et 16 féminines) composent le programme de cette Ligue de diamant 2011.

### Calendrier
| #  | Date              | Lieu       | Meeting             | 100 | 200 | 400 | 800 | 1500 | 5000 | Stee | 110h | 400h | Haut | Perc | Long | Trip | Poid | Disq | Jave |
| -- | ----------------- | ---------- | ------------------- | --- | --- | --- | --- | ---- | ---- | ---- | ---- | ---- | ---- | ---- | ---- | ---- | ---- | ---- | ---- |
| 1  | 6 mai 2011        | Doha       | Qatar Athletic      |     | HF  | F   | H   | F    | H    | F    | F    | H    | H    | H    | F    | H    | H    | H    | H    |
| 2  | 15 mai 2011       | Shanghai   | Golden Grand Prix   | HF  |     | H   | F   | H    | F    | H    | H    | F    | F    | F    | H    | F    | F    | F    | H    |
| 3  | 26 mai 2011       | Rome       | Golden Gala         | H   | F   | F   | H   | F    | H    | F    | F    | H    | F    | H    | F    | H    | H    | F    | F    |
| 4  | 4 juin 2011       | Eugene     | Prefontaine Classic | F   | H   | H   | F   | H    | F    | H    | H    | F    | H    | F    | H    | F    | F    | H    | F    |
| 5  | 9 juin 2011       | Oslo       | Bislett Games       | F   | H   | F   | F   | H    | F    | H    | H    | F    | H    | F    | H    | F    | F    | H    | H    |
| 6  | 11 juin 2011      | New York   | Adidas Grand Prix   | H   | F   | H   | H   | F    | H    | F    | F    | H    | F    | H    | F    | H    |      | F    | F    |
| 7  | 30 juin 2011      | Lausanne   | Athletissima        | H   | F   | F   | H   | F    | H    | F    | F    | H    | F    | H    | F    | H    | H    | F    | H    |
| 8  | 8 juillet 2011    | Paris      | Meeting Areva       | F   | H   | H   | F   | H    | F    | H    | H    | F    | H    | H    | H    | F    | F    | H    | F    |
| 9  | 10 juillet 2011   | Birmingham | British Grand Prix  | H   | F   | F   | H   | F    | H    | F    | F    | H    | F    | F    | F    | H    | H    | F    | H    |
| 10 | 22 juillet 2011   | Monaco     | Herculis            | H   | F   | F   | H   | F    | H    | H    | F    | H    | F    | H    | F    | H    | H    | F    | F    |
| 11 | 29 juillet 2011   | Stockholm  | DN Galan            | F   | H   | H   | F   | H    | F    | H    | H    | F    | H    | F    | H    | F    | F    | H    | H    |
| 12 | 5 et 6 août 2011  | Londres    | London Grand Prix   | F   | H   | H   | F   | H    | F    | F    | H    | F    | H    | F    | H    | F    | F    | H    | F    |
| 13 | 8 septembre 2011  | Zurich     | Weltklasse          | H   | F   | H   | F   | H    | F    | H    | H    | F    | H    | F    | HF   |      | HF   | H    | F    |
| 14 | 16 septembre 2011 | Bruxelles  | Mémorial Van Damme  | F   | H   | F   | H   | F    | H    | F    | F    | H    | F    | H    |      | HF   | H    | F    | H    |

| H | Épreuves masculines | F | Épreuves féminines |  | Finales |

## Résultats

### Palmarès 2011
Les athlètes suivants remportent l'édition 2011 de la Ligue de diamant,.
| Hommes            | Hommes              | Hommes  |
| ----------------- | ------------------- | ------- |
| 100 m             | Asafa Powell        | détails |
| 200 m             | Walter Dix          | détails |
| 400 m             | Kirani James        | détails |
| 800 m             | David Rudisha       | détails |
| 1 500 m / Mile    | Nixon Chepseba      | détails |
| 3 000 m / 5 000 m | Imane Merga         | détails |
| 110 m haies       | Dayron Robles       | détails |
| 400 m haies       | David Greene        | détails |
| 3 000 m steeple   | Paul Kipsiele Koech | détails |
| Saut en longueur  | Mitchell Watt       | détails |
| Triple saut       | Phillips Idowu      | détails |
| Saut en hauteur   | Jesse Williams      | détails |
| Saut à la perche  | Renaud Lavillenie   | détails |
| Lancer du poids   | Dylan Armstrong     | détails |
| Lancer du disque  | Virgilijus Alekna   | détails |
| Lancer du javelot | Matthias de Zordo   | détails |

| Femmes            | Femmes              | Femmes  |
| ----------------- | ------------------- | ------- |
| 100 m             | Carmelita Jeter     | détails |
| 200 m             | Carmelita Jeter     | détails |
| 400 m             | Amantle Montsho     | détails |
| 800 m             | Jennifer Meadows    | détails |
| 1 500 m           | Morgan Uceny        | détails |
| 5 000 m           | Vivian Cheruiyot    | détails |
| 100 m haies       | Danielle Carruthers | détails |
| 400 m haies       | Kaliese Spencer     | détails |
| 3 000 m steeple   | Milcah Cheywa       | détails |
| Saut en longueur  | Brittney Reese      | détails |
| Triple saut       | Olha Saladukha      | détails |
| Saut en hauteur   | Blanka Vlašić       | détails |
| Saut à la perche  | Silke Spiegelburg   | détails |
| Lancer du poids   | Valerie Adams       | détails |
| Lancer du disque  | Yarelis Barrios     | détails |
| Lancer du javelot | Christina Obergföll | détails |

### Hommes

#### Courses
| #         | Meeting    | 100 m (détails)          | 200 m (détails)              | 400 m (détails)                | 800 m (détails)                      | 1 500 m / Mile (détails)              | 3 000 m / 5 000 m (détails)                | 110 m h. (détails)         | 400 m haies (détails)      | 3 000 m st. (détails)                          |
| 1         | Doha       | -                        | Walter Dix 20 s 06 (WL)      | -                              | Asbel Kiprop 1 min 44 s 74           | -                                     | Yenew Alamirew 7 min 27 s 26 (WL, MR)      | -                          | L. J. van Zyl 48 s 11      | -                                              |
| 2         | Shanghai   | Asafa Powell 9 s 95      | -                            | Calvin Smith 45 s 47           | -                                    | Nixon Chepseba 3 min 31 s 42 (WL, MR) | -                                          | Liu Xiang 13 s 07 (WL)     | -                          | Brimin Kipruto 8 min 02 s 28 (WL, MR)          |
| 3         | Rome       | Usain Bolt 9 s 91        | -                            | -                              | Khadevis Robinson 1 min 45 s 09 (SB) | -                                     | Imane Merga 12 min 54 s 21 (WL)            | -                          | L. J. van Zyl 47 s 91      | -                                              |
| 4         | Eugene     | -                        | Walter Dix 20 s 19           | Angelo Taylor 45 s 16 (WL)     | -                                    | Haron Keitany 3 min 48 s 78           | -                                          | David Oliver 12 s 94 (WL)  | -                          | Ezekiel Kemboi 8 min 08 s 34                   |
| 5         | Oslo       | -                        | Usain Bolt 19 s 86 (WL)      | -                              | -                                    | Asbel Kiprop 3 min 50 s 86            | -                                          | Aries Merritt 13 s 12      | -                          | Paul Kipsiele Koech 8 min 01 s 83 (WL, MR)     |
| 6         | New York   | Steve Mullings 10 s 26   | -                            | Jeremy Wariner 45 s 13         | Alfred Yego 1 min 46 s 58            | -                                     | Dejen Gebremeskel 13 min 05 s 22           | -                          | Javier Culson 48 s 50      | -                                              |
| 7         | Lausanne   | Asafa Powell 9 s 78 (WL) | -                            | -                              | David Rudisha 1 min 44 s 15          | -                                     | Vincent Kiprop Chepkok 12 min 59 s 13 (MR) | -                          | David Greene 48 s 41       | -                                              |
| 8         | Paris      | -                        | Usain Bolt 20 s 03           | Chris Brown 44 s 94 (SB)       | -                                    | Amine Laâlou 3 min 32 s 15            | -                                          | Dayron Robles 13 s 09      | -                          | Mahiedine Mekhissi-Benabbad 8 min 02 s 09 (PB) |
| 9         | Birmingham | Asafa Powell 9 s 91      | -                            | -                              | Abubaker Kaki 1 min 44 s 54          | -                                     | Mohammed Farah 13 min 06 s 14              | -                          | David Greene 48 s 20 (SB)  | -                                              |
| 10        | Monaco     | Usain Bolt 9 s 88 (SB)   | -                            | -                              | David Rudisha 1 min 42 s 61 (WL)     | -                                     | Mohammed Farah 12 min 53 s 11 (WL, MR, NR) | -                          | Angelo Taylor 47 s 97      | Brimin Kipruto 7 min 53 s 64 (AR, WL, MR)      |
| 11        | Stockholm  | -                        | Usain Bolt 20 s 03           | Jermaine Gonzales 44 s 69 (SB) | -                                    | Silas Kiplagat 3 min 33 s 94          | -                                          | Jason Richardson 13 s 17   | -                          | Paul Kipsiele Koech 8 min 05 s 92              |
| 12        | Londres    | -                        | Walter Dix 20 s 16           | Kirani James 44 s 61 (WL)      | -                                    | Leonel Manzano 3 min 51 s 24          | -                                          | Dayron Robles 13 s 04 (MR) | -                          | -                                              |
| 13        | Zürich     | Yohan Blake 9 s 82 (PB)  | -                            | Kirani James 44 s 36 (NR)      | -                                    | Nixon Chepseba 3 min 32 s 74          | -                                          | Dayron Robles 13 s 01      | -                          | Ezekiel Kemboi 8 min 07 s 72                   |
| 14        | Bruxelles  | -                        | Yohan Blake 19 s 26 (WL, MR) | -                              | -                                    | David Rudisha 1 min 43 s 96           | Imane Merga 12 min 58 s 32                 | -                          | Javier Culson 48 s 32 (SB) | -                                              |
|           |            |                          |                              |                                |                                      |                                       |                                            |                            |                            |                                                |
| Vainqueur |            |                          |                              |                                |                                      |                                       |                                            |                            |                            |                                                |

#### Concours
| #         | Meeting    | Saut en longueur (détails)    | Triple saut (détails)          | Saut en hauteur (détails)                        | Saut à la perche (détails)    | Lancer du poids (détails)       | Lancer du disque (détails) | Lancer du javelot (détails)      |
| 1         | Doha       | -                             | Teddy Tamgho 17,49 m (WL)      | Jesse Williams 2,31 m                            | Malte Mohr 5,81 m (WL)        | Dylan Armstrong 21,38 m         | Gerd Kanter 67,49 m (WL)   | Petr Frydrych 85,32 m            |
| 2         | Shanghai   | Mitchell Watt 8,44 m (WL, MR) | -                              | -                                                | -                             | -                               | -                          | Tero Pitkämäki 85,33 m (WL)      |
| 3         | Rome       | -                             | Phillips Idowu 17, 59 m (WL)   | -                                                | Renaud Lavillenie 5,82 m (WL) | Dylan Armstrong 21,60 m (WL)    | -                          | -                                |
| 4         | Eugene     | Greg Rutherford 8,32 m        | -                              | Raul Spank 2,32 m (=SB)                          | -                             | -                               | Robert Harting 68,40 m     | -                                |
| 5         | Oslo       | Godfrey Mokoena 8,08 m        | -                              | Kyriákos Ioánnou 2,28 m                          | -                             | -                               | Gerd Kanter 65,14 m        | Matthias de Zordo 83,94 m        |
| 6         | New York   | -                             | Phillips Idowu 16,67 m         | -                                                | Romain Mesnil 5,52 m          | -                               | -                          | -                                |
| 7         | Lausanne   | -                             | Teddy Tamgho 17,91 m (WL, MR)  | -                                                | Renaud Lavillenie 5,83 m      | Christian Cantwell 21,83 m (MR) | -                          | Andreas Thorkildsen 88,19 m (SB) |
| 8         | Paris      | Irving Saladino 8,40 m (SB)   | -                              | Jaroslav Bába 2,32 m (SB) Aleksey Dmitrik 2,32 m | Renaud Lavillenie 5,73 m      | -                               | Robert Harting 67,32 m     | -                                |
| 9         | Birmingham | -                             | Phillips Idowu 17,54 m         | -                                                | -                             | Dylan Armstrong 21,55 m         | -                          | Andreas Thorkildsen 88,30 m (WL) |
| 10        | Monaco     | -                             | Phillips Idowu 17,36 m         | -                                                | Renaud Lavillenie 5,90 m (WL) | Reese Hoffa 21,25 m (MR)        | -                          | -                                |
| 11        | Stockholm  | Mitchell Watt 8,54 m (WL, AR) | -                              | Ivan Ukhov 2,34 m (SB)                           | -                             | -                               | Virgilijus Alekna 65,05 m  | Andreas Thorkildsen 88,43 m (WL) |
| 12        | Londres    | Mitchell Watt 8,45 m (MR)     | -                              | Andrey Silnov 2,36 m (SB)                        | -                             | -                               | Virgilijus Alekna 66,71 m  | -                                |
| 13        | Zürich     | Ngonidzashe Makusha 8,00 m    | -                              | Dimítrios Chondrokoúkis 2,32 m (PB)              | -                             | Dylan Armstrong 21,63 m         | Robert Harting 67,02 m     | -                                |
| 14        | Bruxelles  | -                             | Benjamin Compaoré 17,31 m (PB) | -                                                | Konstadínos Filippídis 5,72 m | Reese Hoffa 22,09 m (SB)        | -                          | Matthias de Zordo 88,36 m (PB)   |
|           |            |                               |                                |                                                  |                               |                                 |                            |                                  |
| Vainqueur |            |                               |                                |                                                  |                               |                                 |                            |                                  |

### Femmes

#### Courses
| #         | Meeting    | 100 m (détails)                 | 200 (détails)                | 400 m (détails)              | 800 m (détails)                     | 1 500 m / Mile (détails)           | 5 000 m (détails)                        | 100 m haies (détails)              | 400 m haies (détails)            | 3 000 m st. (détails)                |
| 1         | Doha       | -                               | LaShauntea Moore 22 s 83     | Allyson Felix 50 s 33 (WL)   | -                                   | Anna Mishchenko 4 min 03 s 00 (WL) | -                                        | Kellie Wells 12 s 58 (WL)          | -                                | Milcah Cheywa 9 min 16 s 44 (WL, MR) |
| 2         | Shanghai   | Veronica Campbell-Brown 10 s 92 | -                            | -                            | Jennifer Meadows 2 min 00 s 54      | -                                  | Vivian Cheruiyot 14 min 31 s 92 (WL)     | -                                  | Kaliese Spencer 54 s 20 (WL)     | -                                    |
| 3         | Rome       | -                               | Bianca Knight 22 s 64 (SB)   | Allyson Felix 49 s 81 (WL)   | -                                   | Maryam Jamal 4 min 01 s 60 (WL)    | -                                        | Dawn Harper 12 s 70 (SB)           | -                                | Milcah Cheywa 9 min 12 s 89 (WL)     |
| 4         | Eugene     | Carmelita Jeter 10 s 70 (WL)    | -                            | -                            | Kenia Sinclair 1 min 58 s 29 (WL)   | -                                  | Vivian Cheruiyot 14 min 33 s 96          | -                                  | Lashinda Demus 53 s 31 (WL)      | -                                    |
| 5         | Oslo       | Ivet Lalova 11 s 01             | -                            | Amantle Montsho 50 s 10      | Halima Hachlaf 1 min 58 s 27 (WL)   | -                                  | Meseret Defar 14 min 37 s 32             | -                                  | Zuzana Hejnová 54 s 38           | -                                    |
| 6         | New York   | -                               | Allyson Felix 22 s 92        | -                            | -                                   | Kenia Sinclair 4 min 08 s 07       | -                                        | Danielle Carruthers 13 s 04        | -                                | Milcah Cheywa 9 min 27 s 29          |
| 7         | Lausanne   | -                               | Mariya Ryemyen 22 s 85       | Amantle Montsho 50 s 23      | -                                   | Morgan Uceny 4 min 05 s 52         | -                                        | Sally Pearson 12 s 47              | -                                | Milcah Cheywa 9 min 19 s 87 (MR)     |
| 8         | Paris      | Kelly-Ann Baptiste 10 s 91 (SB) | -                            | -                            | Caster Semenya 2 min 00 s 18        | -                                  | Meseret Defar 14 min 29 s 52 (WL)        | -                                  | Zuzana Hejnová 53 s 29 (WL, NR)  | -                                    |
| 9         | Birmingham | -                               | Bianca Knight 22 s 59        | Amantle Montsho 50 s 20      | -                                   | Morgan Uceny 4 min 05 s 64         | -                                        | Sally Pearson 12 s 48 (AR, WL, MR) | -                                | Sofia Assefa 9 min 25 s 87 (MR)      |
| 10        | Monaco     | -                               | Carmelita Jeter 22 s 20 (PB) | Amantle Montsho 49 s 71 (NR) | -                                   | Maryam Jamal 4 min 00 s 59         | -                                        | Sally Pearson 12 s 51              | -                                | -                                    |
| 11        | Stockholm  | Carmelita Jeter 11 s 15         | -                            | -                            | Kenia Sinclair 1 min 58 s 21 (SB)   | -                                  | Vivian Cheruiyot 14 min 20 s 87 (WL, NR) | -                                  | Kaliese Spencer 53 s 74 (MR)     | -                                    |
| 12        | Londres    | Carmelita Jeter 10 s 93         | -                            | -                            | Jennifer Meadows 1 min 58 s 60 (SB) | -                                  | Lauren Fleshman 15 min 00 s 57 (SB)      | -                                  | Kaliese Spencer 52 s 79 (WL, MR) | Milcah Cheywa 9 min 22 s 80          |
| 13        | Zürich     | -                               | Carmelita Jeter 22 s 27      | -                            | Mariya Savinova 1 min 58 s 27       | -                                  | Vivian Cheruiyot 14 min 30 s 10 (MR)     | -                                  | Kaliese Spencer 53 s 36          | -                                    |
| 14        | Bruxelles  | Carmelita Jeter 10 s 78         | -                            | Amantle Montsho 50 s 16      | -                                   | Morgan Uceny 4 min 00 s 06 (WL)    | -                                        | Danielle Carruthers 12 s 65        | -                                | Yuliya Zaripova 9 min 15 s 43 (MR)   |
|           |            |                                 |                              |                              |                                     |                                    |                                          |                                    |                                  |                                      |
| Vainqueur |            |                                 |                              |                              |                                     |                                    |                                          |                                    |                                  |                                      |

#### Concours
| #         | Meeting    | Saut en longueur (détails) | Triple saut (détails)         | Saut en hauteur (détails)   | Saut à la perche (détails)    | Lancer du poids (détails)       | Lancer du disque (détails)      | Lancer du javelot (détails)          |
| 1         | Doha       | Funmi Jimoh 6,88 m (WL)    | -                             | -                           | -                             | -                               | -                               | -                                    |
| 2         | Shanghai   | -                          | Yargelis Savigne 14,41 m      | Blanka Vlašić 1,94 m (WL)   | Silke Spiegelburg 4,55 m      | Gong Lijiao 19,94 m             | Sandra Perković 65,58 m         | -                                    |
| 3         | Rome       | Brittney Reese 6,94 m (SB) | -                             | Blanka Vlašić 1,95 m (WL)   | -                             | -                               | Sandra Perković 65,56 m         | Mariya Abakumova 65,40 m (WL)        |
| 4         | Eugene     | -                          | Olha Saladukha 14,98 m (WL)   | -                           | Anna Rogowska 4,68 m          | Nadezhda Ostapchuk 20,59 m (WL) | -                               | Christina Obergföll 65,48 m          |
| 5         | Oslo       | -                          | Yargelis Savigne 14,71 m      | -                           | Fabiana Murer 4,60 m          | Valerie Adams 20,26 m           | -                               | -                                    |
| 6         | New York   | Funmi Jimoh 6,48 m         | -                             | Emma Green 1,94 m           | -                             | -                               | Stephanie Brown Trafton 62,94 m | Christina Obergföll 64,43 m (MR)     |
| 7         | Lausanne   | Brittney Reese 6,85 m      | -                             | Anna Chicherova 1,95 m      | -                             | -                               | Yarelis Barrios 64,29 m         | -                                    |
| 8         | Paris      | -                          | Yargelis Savigne 14,99 m (WL) | -                           | -                             | Valerie Adams 20,78 m (MR)      | -                               | Christina Obergföll 68,01 m (WL, MR) |
| 9         | Birmingham | Janay DeLoach 6,78 m       | -                             | Blanka Vlašić 1,99 m        | Silke Spiegelburg 4,66 m      | -                               | Nadine Müller 65,75 m           | -                                    |
| 10        | Monaco     | Brittney Reese 6,82 m      | -                             | Blanka Vlašić 1,97 m        | -                             | -                               | Nadine Müller 65,90 m           | Barbora Špotáková 69,45 m (WL, MR)   |
| 11        | Stockholm  | -                          | Olha Saladukha 15,06 m        | -                           | Yelena Isinbayeva 4,76 m (SB) | Valerie Adams 20,57 m           | -                               | -                                    |
| 12        | Londres    | -                          | Olha Saladukha 14,80 m        | -                           | Jennifer Suhr 4,79 m          | Valerie Adams 20,07 m           | -                               | Christina Obergföll 66,74 m (MR)     |
| 13        | Zürich     | Brittney Reese 6,72 m      | -                             | -                           | Jennifer Suhr 4,72 m          | Valerie Adams 20,51 m           | -                               | Christina Obergföll 69,57 m (MR)     |
| 14        | Bruxelles  | -                          | Olha Saladukha 14,67 m        | Anna Chicherova 2,05 m (MR) | -                             | -                               | Li Yanfeng 66,26 m              | -                                    |
|           |            |                            |                               |                             |                               |                                 |                                 |                                      |
| Vainqueur | Vainqueur  | Brittney Reese             | Olha Saladukha                | Blanka Vlašić               | Silke Spiegelburg             | Valerie Adams                   | Yarelys Barrios                 | Christina Obergföll                  |